# 扎恩·科希尔
扎恩·科希尔（1984年4月11日—），斯洛文尼亚男子单板滑雪运动员。他曾代表斯洛文尼亚参加2010年、2014年、2018年和2022年冬季奥林匹克运动会单板滑雪比赛，获得一枚银牌和二枚铜牌。